# Abril a París
 Abril a París (April in Paris) és una pel·lícula musical estatunidenca de David Butler, estrenada el 1952 i doblada al català

## Argument
Miss Ethel, 'Dinamita' Jackson és una corista que erròniament rep una invitació del Departament d'Estat per representar el teatre americà en una exposició artística a París...

## Repartiment
- Doris Day: Ethel S. 'Dynamite' Jackson
- Ray Bolger: S. Winthrop Putnam
- Claude Dauphin: Philippe Fouquet
- Eve Miller: Marcia Sherman
- George Givot: François
- Paul Harvey: Robert Sherman
- Herbert Farjeon: Joshua Stevens
- Wilson Millar: Sinclair Wilson
- Raymond Largay: Joseph Welmar
- John Alvin: Tracy
- Jack Lomas: Taxista